# FC Winterthur/Saison 2020/21
Dieser Artikel hat den FC Winterthur in der Saison 2020/21 zum Thema. Der FC Winterthur spielte in dieser Saison in der Challenge League und beendete die Saison nach einer schlechten zweiten Saisonhälfte auf dem 6. Platz, nachdem er vor der Winterpause lediglich sechs Punkte hinter dem Leader klassiert war. Im Schweizer Cup schied er im Viertelfinal gegen den FC Aarau aus, nachdem er im Achtelfinal dem FC Basel mit einem 6:2-Sieg die höchste Niederlage im eigenen Stadion seit dessen Einzug in den neuen St. Jakob-Park zugefügt hatte.

## Saisonverlauf

### Vorbereitung

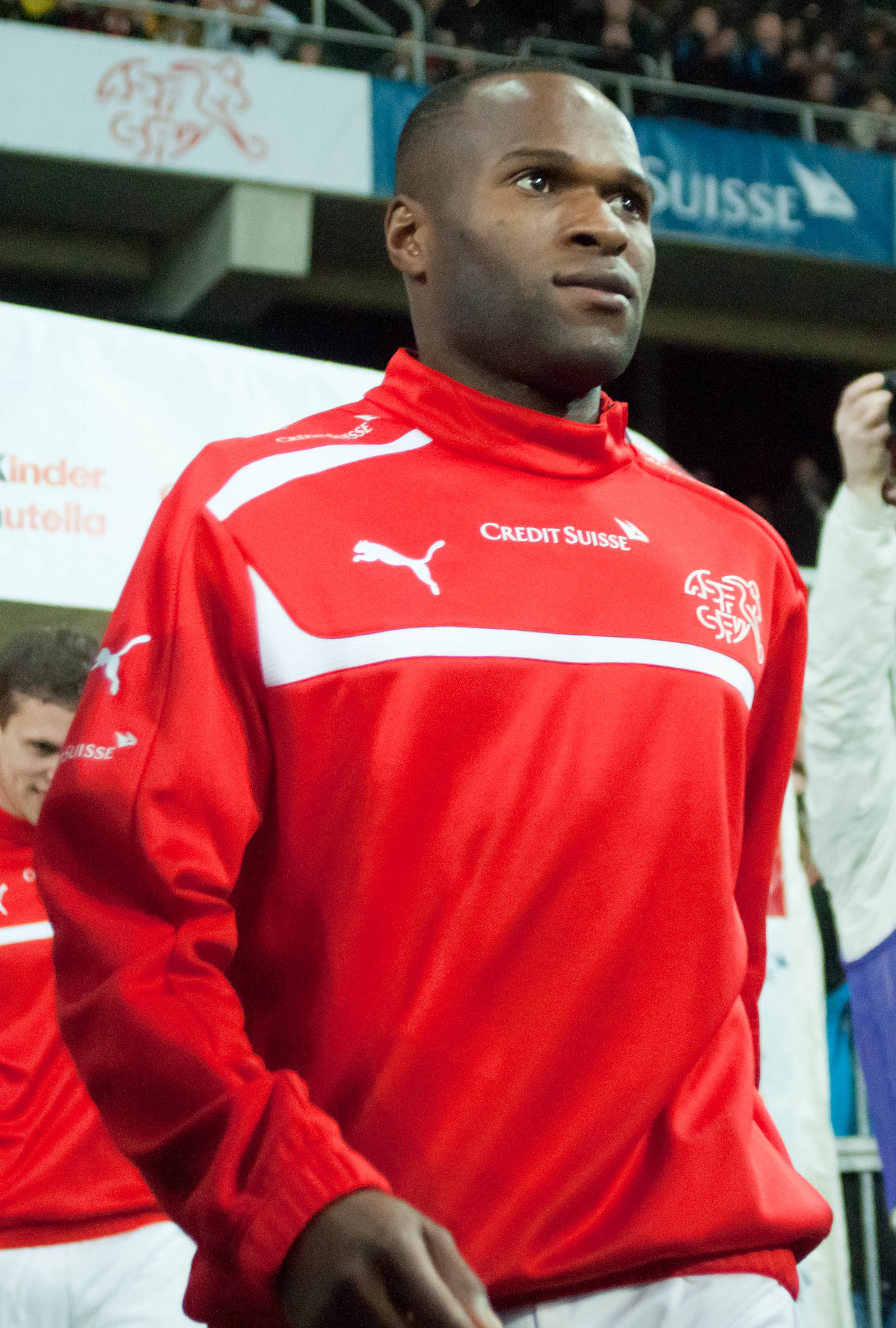
Innocent Emeghara (Bild: 2011 als Nationalspieler) konnte bei seiner Rückkehr nicht mehr überzeugen

Aufgrund des Corona-Lockdowns im Frühling war die alte Saison für den FC Winterthur erst mit dem Cuphalbfinal Ende August zu Ende. Da er jedoch zuvor bereits eine Pause hatte und auch die Transfertätigkeiten bereits früher starteten, werden diese an dieser Stelle bereits behandelt.
So verliessen bereits während der alten Saison zum regulären Vertragsende am 30. Juni einige Spieler den FCW, darunter der Verteidiger Nils von Niederhäusern, der Ersatztorhüter Bojan Milosavljevic sowie Luca Radice, der seine Karriere beendete. Ebenfalls Mitte Juli wurde der Vertrag mit Mido Bdarney aufgelöst. Dafür wurden Anfang Juli mit Dimitri Volkart, Sayfallah Ltaief und Sandro Di Nucci drei Junioren mit längerfristigen Verträgen ausgestattet, und Ende Juli wurde mit Gianluca Tolino ein neuer Ersatztorhüter geholt. Für den unmittelbar nach Ende der regulären Meisterschaft zum 1. FC Magdeburg gewechselten Stammstürmer Luka Sliskovic verpflichtete Winterthur Samir Ramizi von Neuchâtel Xamax mit einem Zweijahresvertrag. Nach Ende der Meisterschaft Anfang Juni zog Winterthur mit Yannick Pauli, Adrian Gantenbein und Silvan Kriz weitere Spieler von der U21 in die 1. Mannschaft nach. Weitere Spieler verliessen Winterthur nach dem Cup-Halbfinal Ende August, darunter die bisherigen Stammspieler Nuno da Silva (Mittelfeld, wegen Leihende zurück zum FC Thun), Mario Bühler (Abwehr, SC Cham) und Tobias Schättin (Abwehr, FC Zürich). Die durch die diversen Abgänge entstandenen Lücken in der Abwehr wurden mit der Verpflichtung des Rechtsverteidigers Michael Gonçalves und des Linksverteidigers Pascal Schüpbach und der Innenverteidiger Lindrit Kamberi und Anes Omerovic gefüllt. Da sich bereits vor Saisonbeginn der verletzungsbedingte Ausfall der beiden nominell ersten Torhüter, Raphael Spiegel und Gianluca Tolino, abzeichnete, wurde vom BSC Young Boys Dario Marzino leihweise übernommen. Zudem trainierte zum Saisonstart bereits der Rückkehrer Innocent Emeghara mit, der 2010 von Winterthur aus seine internationale Karriere gestartet hatte. Unter Vertrag wurde der Stürmer dann Anfang Oktober genommen. Das einzige Testspiel in der aussergewöhnlichen Sommerpause verlor der FCW gegen den FC Zürich mit 0:3.
Der Landbote bewertete die Transfertätigkeiten des FCW vor dem Saisonstart mit der Bilanz, dass wohl «die Substanz gehalten werden konnte», und auch Sportchef Kaiser war mit den Transfertätigkeiten zufrieden. Im Hinblick auf die Saison forderte Präsident Mike Keller in einer Mannschaftsansprache mehr Erfolgs- und Leistungskultur. Weder seitens des Präsidiums noch von der sportlichen Führung oder vom Trainer wurden jedoch klare Zielvorgaben kommuniziert, vielmehr wurde Wert auf Konstanz als Grundlage für zukünftigen Erfolg gelegt. Der Landbote interpretierte dies als Platz in der oberen Tabellenhälfte. Zudem verwies Trainer Loose auf die bereits zu Saisonbeginn lange Verletzungsliste.

### Hinrunde
In die Saison startete Winterthur am 12. September direkt mit einem Cupspiel der 2. Runde (der Cup fand in einem coronabedingten, angepassten Modus statt) gegen den Erstligisten FC Tuggen, das er mit 2:1 gewann. Auch in die Meisterschaft startete der FCW – abgesehen von einer Startniederlage – gut. Nach fünf Spielen mit drei Siegen und je einer Niederlage und einem Unentschieden konnten die Winterthurer als Zweitplatzierte ihren bisher besten Saisonstart unter Loose verbuchen. Gespielt wurde dabei auf der Schützenwiese auf einem für 940'000 Fr. neu verlegten Rasen inklusive Drainage- und Bewässerungssystem, der am 22. September eingeweiht wurde. Das schlechte Anwachsen des Rollrasens sollte jedoch noch weit bis in die Rückrunde für Ärger sorgen.
Weitere personelle Wechsel gab es auch noch nach Saisonstart: Am 10. Oktober musste der Abgang von Ousmane Doumbia zum FCZ vermeldet werden. Etwa zur gleichen Zeit wurde der Vertrag mit Verteidiger Valon Hamdiu auf Wunsch des Spielers aufgelöst. Hamdiu kam als Ergänzungsspieler in der noch jungen Saison in allen vier Spielen zum Einsatz und spielte bis zu diesem Zeitpunkt insgesamt 89 Minuten. Als Ersatz für ihn wurde der Verteidiger Florian Baak aus der 2. Mannschaft des Hertha BSC verpflichtet und zusätzlich noch Anfang November der zuletzt vereinslose Andreas Wittwer.
Die Fussballmeisterschaft wurde dann im Oktober von der anrollenden zweiten Coronawelle eingeholt. Zunächst fielen beim FCW aufgrund elf in Quarantäne befindlichen Spielern zwei Spiele aus. Weitere coronabedingte Spielverschiebungen hatten am Ende zur Folge, dass der FCW nach einer mehrwöchigen Spielpause ab dem 20. November insgesamt zehn Spiele in 32 Tagen zu absolvieren hatte. Winterthur schlug sich in dieser Zeit grundsätzlich gut und war bis Anfang Dezember bei Spielrückstand Tabellenführer nach Minuspunkten. Am Ende dieser Spieleserie verpassten es die Winterthurer, mit einem Sieg gegen Neuchâtel Xamax nach 15 gespielten Runden als Zweiter in die Winterpause zu gehen. Stattdessen klassierte sich Winterthur auf dem 5. Platz in einer ungewöhnlich ausgeglichenen Liga mit lediglich vier Punkten Rückstand auf Leader GC und einem komfortablen Vorsprung von 14 Punkten auf den Tabellenletzten Chiasso.
Der Landbote attestierte der Mannschaft dementsprechend auch eine ordentliche Bilanz, insbesondere auch unter Berücksichtigung des dicht gedrängten Programms, das die Mannschaft zuletzt zu absolvieren hatte. Bester Spieler in der Herbstbewertung des Landboten war Captain Davide Callà mit einer Note von 5,5 – während Anas Mahamid, der zuletzt keine Fortschritte mehr erzielte, sowie Innocent Emeghara, der nicht zu überzeugen vermochte, lediglich mit einer 3,5 bewertet wurden.

### Rückrunde
In die nach kurzer Weihnachtspause am 4. Januar beginnende Rückrundenvorbereitung startete Winterthur mit einer zusätzlichen Verstärkung im Sturm, dem vom BSC Young Boys geliehenen Stürmer Samuel Ballet. Zudem wurde bereits Ende des letzten Jahres der Vertrag mit Stammstürmer Roman Buess vorzeitig bis Sommer 2023 verlängert. In der aufgrund des gedrängten Spielplans nur kurzen Vorbereitung absolvierte der FCW zwei Testspiele, gegen den FC Vaduz (3:2) und den FC Zürich (1:1), bevor die Meisterschaft bereits am 23. Januar fortgesetzt wurde. Vor Beginn der Rückrunde äusserte der Leiter Sport Oliver Kaiser das Ziel, möglichst lange vorne mitzuspielen. Bezüglich potenzieller Aufstiegschancen wurde jedoch auf die Verpflichtung weiterer Spieler verzichtet, beispielsweise eines Ersatzs für den verletzten Davide Callà.
Der FCW startete mit einem 3:0-Erfolg gegen den Tabellenletzten Chiasso aus der Winterpause. Danach wendete sich jedoch bereits mit einer unbefriedigenden Leistung gegen Schaffhausen das Blatt. Der FCW legte in der Folge eine negative Serie von sieben Spielen ohne Sieg hin, bis er Anfang März gegen GC wieder ein Spiel gewinnen konnte und verlor dadurch den Anschluss an die breite Spitzengruppe.
Mitten in dieser Negativserie in der Meisterschaft trat Winterthur Mitte Februar im Basler St. Jakob-Park gegen den FC Basel zum Cup-Achtelfinal an. Das Spiel fand aufgrund eines Spielfeldterrainabtauschs in Basel statt, da der Rasen auf der Schützenwiese weiterhin Probleme bereitete. Das Resultat dieses Cupspiels, dass vom Landboten als Jahrhundert-Resultat bezeichnet wurde, war eines für die Geschichtsbücher: Der FCW schlug ein schwach spielendes Basel im eigenen Stadion gleich mit 6:2 (2:0), wobei der Winterthurer Sieg nach zwei frühen Toren zu keinem Zeitpunkt gefährdet war und Loose in der zweiten Hälfte sogar alle bisherigen Torschützen auswechseln konnte. Die Winterthurer haben den Baslern damit die höchste Niederlage im neuen St. Jakob-Park verpasst. Es war gleichzeitig auch der erste Sieg der Winterthurer im Cup gegen Basel.
Der zum Herbst ungleiche Ligaalltag wurde jedoch auch nach dem Sieg gegen Basel nicht besser. Neben den schlechten Leistungen musste der Verein aufgrund des weiterhin schlecht angewachsenen Rasens auf der Schützenwiese für einige Heimspiele sogar aufs Wiler Bergholz ausweichen, während die Stadt Winterthur sogar eine externe Bodenanalyse des neuen Rasens in Auftrag gab. Als der FCW schliesslich am 6. April nach seinem überragenden Sieg gegen Basel in Aarau zum Cup-Viertelfinal antrat, waren die Eulachstädter die punktschwächste Mannschaft des neuen Jahres. Winterthur schied dann auch nach einer schlechten Leistung gegen die Aargauer diskussionslos mit 0:3 aus dem Cupwettbewerb aus und verpasste es dadurch, die Bilanz der inzwischen in der Meisterschaft bereits gelaufenen Saison noch aufzubessern. Auch im Gegensatz zur letzten Saison gelang es den Winterthurern auch gegen Ende der Rückrunde nicht mehr, sich in der Meisterschaft noch zu steigern, und sie beendeten die Saison als punktschwächste Mannschaft im Jahr 2021 auf dem 6. Platz – mit am Schluss lediglich noch sieben Punkten Reserve auf den Absteiger FC Chiasso.
So verwundert am Ende dann auch die schliesslich vernichtende Bilanz aus dem zweiten Halbjahr Ende der Saison nicht mehr. Der FCW hat die zu Beginn der Saison durchaus offenen Saisonziele klar nicht erfüllt, Stürmer Roman Buess bezeichnete die Saison gegenüber dem Landboten zu Saisonende als eine «grosse Enttäuschung». Dementsprechend vergab der Landbote in seiner Notenbewertung dann auch dem grössten Teil der Spieler eine Note von 4, wobei keiner der Spieler eine Note darunter erhielt. Immerhin drei Spieler wurden trotz der schlechten Rückrunde noch als gut benotet, es waren dies der Verteidiger Granit Lekaj («5»), der Stürmer Roman Buess («knappe 5») sowie Davide Callà («gute 5»), der auf Ende der Saison seinen Rücktritt als Spieler erklärt hatte.
Eine Positivmeldung konnten hingegen die FCW-Frauen verbuchen, die mit einem 2:1-Sieg gegen ihre direkten Verfolger Balerna Ende Mai eine Runde vor Schluss den Aufstieg in die Nationalliga B realisieren konnten.

## Kader
Kader, basierend auf Angaben der Website der Swiss Football League (SFL), abgerufen am 19. Juni 2022.
| Nummer     | Spieler                | Geburtstag         | Nationalität   | Im Team seit | Letzter Verein                       |     |     |
| Tor        | Tor                    | Tor                | Tor            | Tor          | Tor                                  | Tor | Tor |
| ---------- | ---------------------- | ------------------ | -------------- | ------------ | ------------------------------------ | --- | --- |
| 01         | Raphael Spiegel        | 19. Dezember 1992  | Schweiz        | 2018         | Boavista Porto                       |     |     |
| 18         | Gianluca Tolino        | 20. Januar 2000    | Schweiz        | 2020         | SC Brühl St. Gallen                  |     |     |
| 36         | Alexander Muci         | 20. November 2000  | Schweiz        | 2018         | Latina Calcio 1932                   |     |     |
| 40         | Dario Marzino          | 19. September 1996 | Schweiz        | 2020         | BSC Young Boys                       |     |     |
|            | Mike Bodenmann         | 12. Mai 2001       | Schweiz        | 2021         | eigene Jugend                        |     |     |
| Abwehr     |                        |                    |                |              |                                      |     |     |
| 03         | Pascal Schüpbach       | 11. April 2000     | Schweiz        | 2020         | BSC Young Boys                       |     |     |
| 04         | Gabriel Isik           | 6. Juni 1999       | Deutschland    | 2017         | eigene Jugend                        |     |     |
| 05         | Julian Roth            | 14. März 1998      | Schweiz        | 2016         | eigene Jugend                        |     |     |
| 13         | Lindrit Kamberi        | 7. Oktober 1999    | Schweiz        | 2020         | FC Zürich                            |     |     |
| 15         | Michael Gonçalves      | 10. März 1995      | Schweiz        | 2020         | Servette Genf                        |     |     |
| 19         | Adrian Gantenbein      | 18. April 2001     | Schweiz        | 2019         | eigene Jugend                        |     |     |
| 20         | Florian Baak           | 18. März 1999      | Deutschland    | 2020         | Hertha BSC                           |     |     |
| 22         | Valon Hamdiu           | 10. Juni 1998      | Kosovo         | 2018         | FC St. Gallen U21                    |     |     |
| 23         | Granit Lekaj           | 23. Februar 1990   | Schweiz        | 2018         | FC Wil                               |     |     |
| 28         | Andreas Wittwer        | 5. Oktober 1990    | Schweiz        | 2020         | Grasshopper Club                     |     |     |
| 29         | Anes Omerovic          | 20. Mai 1998       | Österreich     | 2020         | FC Dornbirn 1913                     |     |     |
| 30         | Etnik Nezaj            | 3. April 1999      | Schweiz        | 2020         | eigene Jugend                        |     |     |
| 31         | Yannick Pauli          | 21. April 1998     | Schweiz        | 2015         | eigene Jugend                        |     |     |
| 34         | Pascal Hammer          | 20. Januar 2004    | Schweiz        | 2020         | eigene Jugend                        |     |     |
| Mittelfeld |                        |                    |                |              |                                      |     |     |
| 06         | Ousmane Doumbia        | 21. Mai 1992       | Elfenbeinküste | 2018         | Yverdon Sports                       |     |     |
| 08         | Samir Ramizi           | 24. Juli 1991      | Serbien        | 2020         | Neuchâtel Xamax FCS                  |     |     |
| 10         | Roberto Alves          | 8. Juni 1997       | Schweiz        | 2020         | Grasshopper Club                     |     |     |
| 16         | Remo Arnold            | 17. Januar 1997    | Schweiz        | 2018         | FC Luzern                            |     |     |
| 21         | Kevin Costinha         | 5. Januar 2001     | Schweiz        | 2019         | eigene Jugend                        |     |     |
| 24         | Sayfallah Ltaief       | 22. April 2000     | Schweiz        | 2016         | eigene Jugend                        |     |     |
| 25         | Adrian Rama-Bitterfeld | 22. September 2000 | Deutschland    | 2014         | eigene Jugend                        |     |     |
| 26         | Silvan Kriz            | 24. Mai 2000       | Schweiz        | 2018         | eigene Jugend                        |     |     |
| 30         | Gezim Pepsi            | 12. Juli 1998      | Schweiz        | 2020         | FC Aarau                             |     |     |
| 32         | Sandro Di Nucci        | 18. Januar 2002    | Schweiz        | 2020         | eigene Jugend                        |     |     |
| 33         | Davide Callà           | 6. Oktober 1984    | Schweiz        | 2018         | FC Basel                             |     |     |
|            | Arlind Dakaj           | 13. Oktober 2001   | Schweiz        | 2021         | eigene Jugend                        |     |     |
|            | Haris Samardzic        | 13. Oktober 2001   | Schweiz        | 2021         | eigene Jugend                        |     |     |
| Angriff    |                        |                    |                |              |                                      |     |     |
| 09         | Roman Buess            | 21. September 1992 | Schweiz        | 2019         | Lausanne-Sport                       |     |     |
| 11         | Innocent Emeghara      | 27. Mai 1989       | Schweiz        | 2020         | Fatih Karagümrük SK                  |     |     |
| 14         | Anas Mahamid           | 26. April 1998     | Israel         | 2019         | Beitar Tel Aviv Ramla FC             |     |     |
| 17         | Samuel Ballet          | 12. März 2001      | Schweiz        | 2021         | FC Wil (geliehen von BSC Young Boys) |     |     |
| 27         | Dimitri Volkart        | 21. September 1999 | Schweiz        | 2019         | eigene Jugend                        |     |     |

## Transfers
Transfers, basierend unter anderem auf Angaben der Website der Swiss Football League (SFL), abgerufen am 19. Juni 2022
| Zugänge                | Zugänge                                 | Zugänge       | Zugänge         |
| Name                   | abgebender Verein                       | Transferart   | Transferperiode |
| ---------------------- | --------------------------------------- | ------------- | --------------- |
| Florian Baak           | Hertha BSC                              | ablösefrei    | Sommer 2020     |
| Sandro Di Nucci        | FC Winterthur U21                       | eigene Jugend | Sommer 2020     |
| Innocent Emeghara      | Fatih Karagümrük                        | ablösefrei    | Sommer 2020     |
| Adrian Gantenbein      | FC Winterthur U21                       | eigene Jugend | Sommer 2020     |
| Michael Gonçalves      | Servette Genf                           | ablösefrei    | Sommer 2020     |
| Pascal Hammer          | FC Winterthur U-18                      | eigene Jugend | Sommer 2020     |
| Lindrit Kamberi        | FC Zürich (letzter Verein: FC Wil)      | Leihe         | Sommer 2020     |
| Silvan Kriz            | FC Winterthur U21                       | eigene Jugend | Sommer 2020     |
| Dario Marzino          | BSC Young Boys                          | Leihe         | Sommer 2020     |
| Alexander Muci         | Latina Calcio 1932                      | ablösefrei    | Sommer 2020     |
| Etnik Nezaj            | FC Winterthur U21                       | eigene Jugend | Sommer 2020     |
| Anes Omerovic          | FC Dornbirn                             | ablösefrei    | Sommer 2020     |
| Yannick Pauli          | FC Winterthur U21                       | eigene Jugend | Sommer 2020     |
| Samir Ramizi           | Neuchâtel Xamax FCS                     | ablösefrei    | Sommer 2020     |
| Pascal Schüpbach       | BSC Young Boys                          | Leihe         | Sommer 2020     |
| Gianluca Tolino        | SC Brühl St. Gallen                     | ablösefrei    | Sommer 2020     |
| Dimitri Volkart        | FC Winterthur U21                       | eigene Jugend | Sommer 2020     |
| Andreas Wittwer        | Grasshopper Club Zürich                 | ablösefrei    | Sommer 2020     |
| Samuel Ballet          | BSC Young Boys (letzter Verein: FC Wil) | Leihe         | Winter 2021     |
| Mike Bodenmann         | FC Winterthur U21                       | eigene Jugend | Winter 2021     |
| Arlind Dakaj           | FC Winterthur U21                       | eigene Jugend | Winter 2021     |
| Haris Samardzic        | FC Winterthur U21                       | eigene Jugend | Winter 2021     |
| Abgänge                |                                         |               |                 |
| Name                   | aufnehmender Verein                     | Transferart   | Transferperiode |
| Mido Bdarney           | Hapoel Ra’anana                         | ablösefrei    | Sommer 2020     |
| Mario Bühler           | SC Cham                                 | ablösefrei    | Sommer 2020     |
| Nuno da Silva          | FC Thun                                 | Leih-Ende     | Sommer 2020     |
| Ousmane Doumbia        | FC Zürich                               | Transfer      | Sommer 2020     |
| Valon Hamdiu           | FC Schaffhausen                         | ablösefrei    | Sommer 2020     |
| Martin Liechti         | AS Rodos                                | ablösefrei    | Sommer 2020     |
| Bojan Milosavljevic    | FC Rapperswil-Jona                      | ablösefrei    | Sommer 2020     |
| Luca Radice            | FC Rapperswil-Jona                      | ablösefrei    | Sommer 2020     |
| Alexis Rüegg           | FC Wettswil-Bonstetten                  | ablösefrei    | Sommer 2020     |
| Rijad Salijii          | FC Rapperswil-Jona                      | ablösefrei    | Sommer 2020     |
| Tobias Schättin        | FC Zürich                               | ablösefrei    | Sommer 2020     |
| Luka Sliskovic         | SC Magdeburg                            | Transfer      | Sommer 2020     |
| Nils von Niederhäusern | YF Juventus                             | ablösefrei    | Sommer 2020     |
| Luca Tranquili         | vereinslos/SV Schaffhausen              | ablösefrei    | Sommer 2020     |
| Enrique Wild           | FC Juniors OÖ                           | ablösefrei    | Sommer 2020     |
| Lindrit Kamberi        | FC Zürich                               | Leihende      | Winter 2021     |

## Resultate

### Challenge League

#### Hinrunde
| 18. September 2020, 20:00 Uhr 1. Runde | Grasshopper Club Zürich        | 3:2            | FC Winterthur                 | Letzigrund, Zürich Zuschauer: 1'000 Schiedsrichter: Piccolo |
| 18. September 2020, 20:00 Uhr 1. Runde | Pina 28′ Morandi 37′ Pusic 61′ | Spieltelegramm | 26′ Callà 69′ (Penalty) Buess | Letzigrund, Zürich Zuschauer: 1'000 Schiedsrichter: Piccolo |

| 25. September 2020, 20:00 Uhr 2. Runde | FC Winterthur                                          | 5:2            | FC Aarau                 | Schützenwiese, Winterthur Zuschauer: 1000 Schiedsrichter: Schärli |
| 25. September 2020, 20:00 Uhr 2. Runde | Callà 5′ Buess 29′ (Penalty) Doumbia 36′ 89′ Alves 73′ | Spieltelegramm | 35′ Spadanuda 60′ Jäckle | Schützenwiese, Winterthur Zuschauer: 1000 Schiedsrichter: Schärli |

| 3. Oktober 2020, 17:30 Uhr 3. Runde | SC Kriens | 0:2            | FC Winterthur         | Kleinfeld, Kriens Zuschauer: 700 Schiedsrichter: Kanagasingam |
| 3. Oktober 2020, 17:30 Uhr 3. Runde |           | Spieltelegramm | 15′ Callà 27′ Doumbia | Kleinfeld, Kriens Zuschauer: 700 Schiedsrichter: Kanagasingam |

| 16. Oktober 2020, 20:00 Uhr 4. Runde | FC Winterthur        | 2:2            | FC Schaffhausen      | Schützenwiese, Winterthur Zuschauer: 1'800 Schiedsrichter: Turkes |
| 16. Oktober 2020, 20:00 Uhr 4. Runde | Pepsi 24′ Arnold 37′ | Spieltelegramm | 9′ Prtajin Pepsi 87′ | Schützenwiese, Winterthur Zuschauer: 1'800 Schiedsrichter: Turkes |

| 20. Oktober 2020, 19:00 Uhr 5. Runde | FC Thun | 0:1            | FC Winterthur | Stockhorn Arena, Thun Zuschauer: 1'000 Schiedsrichter: Gianforte |
| 20. Oktober 2020, 19:00 Uhr 5. Runde |         | Spieltelegramm | 78′ Pepsi     | Stockhorn Arena, Thun Zuschauer: 1'000 Schiedsrichter: Gianforte |

| 2. Dezember 2020, 19:00 Uhr 6. Runde | FC Winterthur                 | 2:0            | FC Chiasso | Schützenwiese, Winterthur Zuschauer: 50 Schiedsrichter: Horisberger |
| 2. Dezember 2020, 19:00 Uhr 6. Runde | Alves 40′ Buess 77′ (Penalty) | Spieltelegramm |            | Schützenwiese, Winterthur Zuschauer: 50 Schiedsrichter: Horisberger |

| 22. Dezember 2020, 19:00 Uhr 7. Runde | Neuchâtel Xamax FCS     | 2:0            | FC Winterthur | Maladière, Neuenburg Zuschauer: 5 Schiedsrichter: Von Mandach |
| 22. Dezember 2020, 19:00 Uhr 7. Runde | Parapar 41′ Nuzzolo 78′ | Spieltelegramm |               | Maladière, Neuenburg Zuschauer: 5 Schiedsrichter: Von Mandach |

| 24. November 2020, 19:00 Uhr 8. Runde | FC Winterthur                | 0:2            | FC Stade Lausanne-Ouchy | Schützenwiese, Winterthur Zuschauer: 50 Schiedsrichter: Turkes |
| 24. November 2020, 19:00 Uhr 8. Runde | Alves 9′ Buess 83′ (Penalty) | Spieltelegramm | 61′ Gazzetta            | Schützenwiese, Winterthur Zuschauer: 50 Schiedsrichter: Turkes |

| 8. Dezember 2020, 20:00 Uhr 9. Runde | FC Wil     | 1:0            | FC Winterthur | Bergholz, Wil SG Zuschauer: 50 Schiedsrichter: Fähndrich |
| 8. Dezember 2020, 20:00 Uhr 9. Runde | Kamber 51′ | Spieltelegramm |               | Bergholz, Wil SG Zuschauer: 50 Schiedsrichter: Fähndrich |

| 20. Dezember 2020, 20:00 Uhr 10. Runde | FC Winterthur | 1:1            | SC Kriens  | Schützenwiese, Winterthur Zuschauer: 50 Schiedsrichter: Huwiler |
| 20. Dezember 2020, 20:00 Uhr 10. Runde | Baak 17′      | Spieltelegramm | 30′ Ulrich | Schützenwiese, Winterthur Zuschauer: 50 Schiedsrichter: Huwiler |

| 27. November 2020, 19:00 Uhr 11. Runde | FC Aarau                                 | 3:1            | FC Winterthur | Brügglifeld, Suhr Zuschauer: 50 Schiedsrichter: Wolfensberger |
| 27. November 2020, 19:00 Uhr 11. Runde | Thiesson 16′ Stojilkovic 65′ Misic 90+2′ | Spieltelegramm | 30′ Callà     | Brügglifeld, Suhr Zuschauer: 50 Schiedsrichter: Wolfensberger |

| 5. Dezember 2020, 18:15 Uhr 12. Runde | FC Thun        | 0:0 | FC Winterthur | Stockhorn Arena, Thun Zuschauer: 15 Schiedsrichter: Von Mandach |
| 5. Dezember 2020, 18:15 Uhr 12. Runde | Spieltelegramm |     |               | Stockhorn Arena, Thun Zuschauer: 15 Schiedsrichter: Von Mandach |

| 11. Dezember 2020, 20:00 Uhr 13. Runde | FC Winterthur                                   | 4:0            | Neuchâtel Xamax FCS | Schützenwiese, Winterthur Zuschauer: 50 Schiedsrichter: Gianforte |
| 11. Dezember 2020, 20:00 Uhr 13. Runde | Emeghara 50′ Wittwer 72′ Volkart 76′ Ramizi 87′ | Spieltelegramm |                     | Schützenwiese, Winterthur Zuschauer: 50 Schiedsrichter: Gianforte |

| 15. Dezember 2020, 20:00 Uhr 14. Runde | FC Stade Lausanne-Ouchy | 1:1            | FC Winterthur | Pontaise, Lausanne Zuschauer: 5 Schiedsrichter: Kanagasingam |
| 15. Dezember 2020, 20:00 Uhr 14. Runde | Bamba 53′               | Spieltelegramm | 84′ Alves     | Pontaise, Lausanne Zuschauer: 5 Schiedsrichter: Kanagasingam |

| 18. Dezember 2020, 20:00 Uhr 15. Runde | FC Winterthur                  | 3:2            | FC Wil                     | Schützenwiese, Winterthur Zuschauer: 5 Schiedsrichter: Schärli |
| 18. Dezember 2020, 20:00 Uhr 15. Runde | Kamberi 3′ Callà 41′ Buess 65′ | Spieltelegramm | 45′ Krasniqi 90+4′ Brahimi | Schützenwiese, Winterthur Zuschauer: 5 Schiedsrichter: Schärli |

| 23. Januar 2021, 17:00 Uhr 16. Runde | FC Chiasso | 0:3            | FC Winterthur           | Riva IV, Chiasso Zuschauer: 5 Schiedsrichter: Von Mandach |
| 23. Januar 2021, 17:00 Uhr 16. Runde |            | Spieltelegramm | 4′ 44′ Buess 84′ Ballet | Riva IV, Chiasso Zuschauer: 5 Schiedsrichter: Von Mandach |

| 29. Januar 2021, 20:00 Uhr 17. Runde | FC Schaffhausen | 1:0            | FC Winterthur | Stadion Schaffhausen, Schaffhausen Zuschauer: 5 Schiedsrichter: Cibelli |
| 29. Januar 2021, 20:00 Uhr 17. Runde | Pollero 54′     | Spieltelegramm |               | Stadion Schaffhausen, Schaffhausen Zuschauer: 5 Schiedsrichter: Cibelli |

| 2. Februar 2021, 20:00 Uhr 18. Runde | FC Winterthur        | 2:3            | Grasshopper Club Zürich             | Schützenwiese, Winterthur Zuschauer: 5 Schiedsrichter: Fähndrich |
| 2. Februar 2021, 20:00 Uhr 18. Runde | Pepsi 22′ Arnold 44′ | Spieltelegramm | 37′ Gomes 47′ Gjorgjev 84′ Demhasaj | Schützenwiese, Winterthur Zuschauer: 5 Schiedsrichter: Fähndrich |

#### Rückrunde
| 5. Februar 2021, 19:00 Uhr 19. Runde | FC Stade Lausanne-Ouchy                  | 4:1            | FC Winterthur       | Pontaise, Lausanne Zuschauer: 5 Schiedsrichter: Staubli |
| 5. Februar 2021, 19:00 Uhr 19. Runde | Amdouni 59′ 85′ Tavares 69′ Ajdini 90+3′ | Spieltelegramm | 72′ (Penalty) Buess | Pontaise, Lausanne Zuschauer: 5 Schiedsrichter: Staubli |

| 23. Februar 2021, 18:15 Uhr 20. Runde | FC Winterthur  | 0:0 | SC Kriens | Schützenwiese, Winterthur Zuschauer: 5 Schiedsrichter: Huwiler |
| 23. Februar 2021, 18:15 Uhr 20. Runde | Spieltelegramm |     |           | Schützenwiese, Winterthur Zuschauer: 5 Schiedsrichter: Huwiler |

| 20. Februar 2021, 18:15 Uhr 21. Runde | Neuchâtel Xamax FCS         | 3:0            | FC Winterthur | Maladière, Neuenburg Zuschauer: 5 Schiedsrichter: Turkes |
| 20. Februar 2021, 18:15 Uhr 21. Runde | Mafouta 60′ 68′ Nuzzolo 63′ | Spieltelegramm | 49′ Wittwer   | Maladière, Neuenburg Zuschauer: 5 Schiedsrichter: Turkes |

| 26. Februar 2021, 20:00 Uhr 22. Runde | FC Aarau       | 0:0 | FC Winterthur | Brügglifeld, Suhr Zuschauer: 5 Schiedsrichter: Staubli |
| 26. Februar 2021, 20:00 Uhr 22. Runde | Spieltelegramm |     |               | Brügglifeld, Suhr Zuschauer: 5 Schiedsrichter: Staubli |

| 2. März 2021, 20:00 Uhr 23. Runde | FC Wil             | 1:1            | FC Winterthur | Bergholz, Wil SG Zuschauer: 5 Schiedsrichter: Kanagasingam |
| 2. März 2021, 20:00 Uhr 23. Runde | Haile-Selassie 86′ | Spieltelegramm | 80′ Ballet    | Bergholz, Wil SG Zuschauer: 5 Schiedsrichter: Kanagasingam |

| 5. März 2021, 20:00 Uhr 24. Runde | Grasshopper Club Zürich | 0:1            | FC Winterthur | Letzigrund, Zürich Zuschauer: 5 Schiedsrichter: Gianforte |
| 5. März 2021, 20:00 Uhr 24. Runde |                         | Spieltelegramm | 89′ Schüpbach | Letzigrund, Zürich Zuschauer: 5 Schiedsrichter: Gianforte |

| 12. März 2021, 20:00 Uhr 25. Runde | FC Winterthur        | 2:3            | FC Thun                    | Bergholz, Wil SG Zuschauer: 5 Schiedsrichter: Turkes |
| 12. März 2021, 20:00 Uhr 25. Runde | Alves 84′ Ltaief 90′ | Spieltelegramm | 3′ Hasler 29′ 62′ Chihadeh | Bergholz, Wil SG Zuschauer: 5 Schiedsrichter: Turkes |

| 19. März 2021, 19:00 Uhr 26. Runde | FC Schaffhausen                        | 3:3            | FC Winterthur                  | Stadion Schaffhausen, Schaffhausen Zuschauer: 5 Schiedsrichter: Dudic |
| 19. März 2021, 19:00 Uhr 26. Runde | Pollero 10′ 13′ Mujcic 90+2′ (Penalty) | Spieltelegramm | 27′ Buess 39′ Wittwer 57′ Isik | Stadion Schaffhausen, Schaffhausen Zuschauer: 5 Schiedsrichter: Dudic |

| 3. April 2021, 18:15 Uhr 27. Runde | FC Winterthur | 0:1            | FC Chiasso  | Bergholz, Wil SG Zuschauer: 5 Schiedsrichter: Huwiler |
| 3. April 2021, 18:15 Uhr 27. Runde |               | Spieltelegramm | 12′ Marzouk | Bergholz, Wil SG Zuschauer: 5 Schiedsrichter: Huwiler |

| 10. April 2021, 18:15 Uhr 28. Runde | FC Winterthur | 1:0            | FC Wil | Bergholz, Wil SG Zuschauer: 5 Schiedsrichter: Wolfensberger |
| 10. April 2021, 18:15 Uhr 28. Runde | Ballet 10′    | Spieltelegramm |        | Bergholz, Wil SG Zuschauer: 5 Schiedsrichter: Wolfensberger |

| 16. April 2021, 20:00 Uhr 29. Runde | FC Winterthur | 1:1            | FC Stade Lausanne-Ouchy | Bergholz, Wil SG Zuschauer: 5 Schiedsrichter: Staubli |
| 16. April 2021, 20:00 Uhr 29. Runde | Buess 28′     | Spieltelegramm | 8′ Amdouni              | Bergholz, Wil SG Zuschauer: 5 Schiedsrichter: Staubli |

| 19. April 2021, 20:00 Uhr 30. Runde | FC Winterthur | 1:2            | FC Thun                     | Bergholz, Wil SG Zuschauer: 100 Schiedsrichter: Cibelli |
| 19. April 2021, 20:00 Uhr 30. Runde | Pepsi 52′     | Spieltelegramm | 18′ Dos Santos 21′ Schwizer | Bergholz, Wil SG Zuschauer: 100 Schiedsrichter: Cibelli |

| 23. April 2021, 20:00 Uhr 31. Runde | FC Winterthur                               | 3:3            | FC Aarau                      | Bergholz, Wil SG Zuschauer: 100 Schiedsrichter: Schärli |
| 23. April 2021, 20:00 Uhr 31. Runde | Mahamid 11′ (Penalty) Arnold 30′ Ramizi 88′ | Spieltelegramm | 17′ Spadanuda 52′ 86′ Almeida | Bergholz, Wil SG Zuschauer: 100 Schiedsrichter: Schärli |

| 30. April 2021, 20:00 Uhr 32. Runde | FC Winterthur | 0:1            | Neuchâtel Xamax FCS | Bergholz, Wil SG Zuschauer: 100 Schiedsrichter: Huwiler |
| 30. April 2021, 20:00 Uhr 32. Runde |               | Spieltelegramm | 51′ Mafouta         | Bergholz, Wil SG Zuschauer: 100 Schiedsrichter: Huwiler |

| 7. Mai 2021, 19:00 Uhr 33. Runde | FC Chiasso             | 2:1            | FC Winterthur | Riva IV, Chiasso Zuschauer: 100 Schiedsrichter: Staubli |
| 7. Mai 2021, 19:00 Uhr 33. Runde | Hadzi 49′ Manicone 53′ | Spieltelegramm | 74′ Buess     | Riva IV, Chiasso Zuschauer: 100 Schiedsrichter: Staubli |

| 10. Mai 2021, 20:00 Uhr 34. Runde | FC Winterthur             | 2:1            | Grasshopper Club Zürich | Schützenwiese, Winterthur Zuschauer: 100 Schiedsrichter: Jaccottet |
| 10. Mai 2021, 20:00 Uhr 34. Runde | Ramizi 54′ Gantenbein 66′ | Spieltelegramm | 83′ Pusic               | Schützenwiese, Winterthur Zuschauer: 100 Schiedsrichter: Jaccottet |

| 14. Mai 2021, 20:00 Uhr 35. Runde | SC Kriens                                  | 3:0            | FC Winterthur | Kleinfeld, Kriens Zuschauer: 100 Schiedsrichter: Tschudi |
| 14. Mai 2021, 20:00 Uhr 35. Runde | Urtic 65′ Mistrafovic 69′ Yesilcayir 90+1′ | Spieltelegramm |               | Kleinfeld, Kriens Zuschauer: 100 Schiedsrichter: Tschudi |

| 20. Mai 2021, 20:00 Uhr 36. Runde | FC Winterthur       | 1:2            | FC Schaffhausen | Schützenwiese, Winterthur Zuschauer: 100 Schiedsrichter: Thies |
| 20. Mai 2021, 20:00 Uhr 36. Runde | Callà 71′ (Penalty) | Spieltelegramm | 19′ 48′ Prtajin | Schützenwiese, Winterthur Zuschauer: 100 Schiedsrichter: Thies |

### Schweizer Cup

#### 2. Runde
| 12. September 2020, 16:00 Uhr 2. Runde | FC Tuggen   | 1:2            | FC Winterthur                 | Linthstrasse, Tuggen Zuschauer: 450 Schiedsrichter: Staubli |
| 12. September 2020, 16:00 Uhr 2. Runde | Stadler 20′ | Spieltelegramm | 16′ (Penalty) Buess 41′ Lekaj | Linthstrasse, Tuggen Zuschauer: 450 Schiedsrichter: Staubli |

#### Achtelfinal
| 17. Februar 2021, 17:30 Uhr Achtelfinal | FC Winterthur                                                      | 6:2            | FC Basel               | St. Jakob-Park, Basel Zuschauer: 0 Schiedsrichter: Schnyder |
| 17. Februar 2021, 17:30 Uhr Achtelfinal | Ramizi 18′ 60′ Buess 42′ (Penalty) Alves 50′ Pepsi 58′ Mahamid 87′ | Spieltelegramm | 79′ Kasami 83′ Cardoso | St. Jakob-Park, Basel Zuschauer: 0 Schiedsrichter: Schnyder |

#### Viertelfinal
| 6. April 2021, 18:00 Uhr Viertelfinal | FC Aarau                          | 3:0            | FC Winterthur | Brügglifeld, Suhr Zuschauer: 0 Schiedsrichter: Jaccottet |
| 6. April 2021, 18:00 Uhr Viertelfinal | Almeida 12′ Bergsma 41′ Gashi 49′ | Spieltelegramm |               | Brügglifeld, Suhr Zuschauer: 0 Schiedsrichter: Jaccottet |

## Statistik

### Teamstatistik
| Wettbewerb       | Punkte | daheim | daheim | daheim | daheim | daheim | auswärts | auswärts | auswärts | auswärts | auswärts | Total | Total | Total | Total | Total | Tordifferenz |
| Wettbewerb       | Punkte | Sp     | G      | U      | N      | TV     | Sp       | G        | U        | N        | TV       | Sp    | G     | U     | N     | TV    | Tordifferenz |
| ---------------- | ------ | ------ | ------ | ------ | ------ | ------ | -------- | -------- | -------- | -------- | -------- | ----- | ----- | ----- | ----- | ----- | ------------ |
| Challenge League | 43     | 18     | 7      | 5      | 6      | 32:25  | 18       | 4        | 5        | 9        | 18:27    | 36    | 11    | 10    | 15    | 50:52 | −2           |
| Schweizer Cup    | -      | 1      | 1      | 0      | 0      | 6:2    | 2        | 1        | 0        | 1        | 2:4      | 3     | 2     | 0     | 1     | 8:5   | +3           |
| Total            | 43     | 19     | 8      | 5      | 6      | 38:27  | 20       | 5        | 5        | 10       | 20:29    | 39    | 13    | 10    | 16    | 58:57 | +1           |

Das Cupheimspiel gegen den FC Basel wurde im St. Jakob-Park ausgetragen und war dadurch de facto ein Auswärtsspiel. Es wird aber in der Statistik als Heimspiel geführt.

### Saisonverlauf
| Spieltag | 1 | 2 | 3 | 4 | 5 | 6 | 7 | 8 | 9 | 10 | 11 | 12 | 13 | 14 | 15 | 16 | 17 | 18 | 19 | 20 | 21 | 22 | 23 | 24 | 25 | 26 | 27 | 28 | 29 | 30 | 31 | 32 | 33 | 34 | 35 | 36 |
| -------- | - | - | - | - | - | - | - | - | - | -- | -- | -- | -- | -- | -- | -- | -- | -- | -- | -- | -- | -- | -- | -- | -- | -- | -- | -- | -- | -- | -- | -- | -- | -- | -- | -- |
| Spielort | A | H | A | H | A | H | A | H | A | H  | A  | A  | H  | A  | H  | A  | A  | H  | A  | H  | A  | A  | A  | A  | H  | A  | H  | H  | H  | H  | H  | H  | A  | H  | A  | H  |
| Resultat | N | S | S | U | S | S | N | S | N | U  | N  | U  | S  | U  | S  | S  | N  | N  | N  | U  | N  | U  | U  | S  | N  | U  | N  | S  | U  | N  | U  | N  | N  | S  | N  | N  |
| Platz    | 7 | 5 | 4 | 4 | 2 | 1 | 2 | 1 | 2 | 2  | 4  | 6  | 4  | 6  | 5  | 2  | 4  | 4  | 5  | 6  | 6  | 6  | 6  | 6  | 6  | 6  | 6  | 6  | 6  | 6  | 6  | 6  | 6  | 6  | 6  | 6  |

Legende: Spielort: H = Heim; A = Auswärts. Resultat: S = Sieg; U = Unentschieden; N = Niederlage
Stand: Saisonende
Der Saisonverlauf weist Verzerrungen im Gegensatz zum realen Saisonverlauf auf. Aufgrund diverser coronabedingter Spielverschiebungen musste der FCW ab der 6. Runde diverse Spiele verschieben, wodurch der FCW im realen Saisonverlauf nach sechs gespielten Spielen nicht auf dem ersten Platz stand, wie dies der obige Saisonverlauf vermuten lässt. Er war hingegen im November während einiger Zeit Tabellenführer nach Minuspunkten.

### Spielerstatistik
Spieler in kursiv haben den Verein in der Winterpause verlassen oder wurden erst dann verpflichtet.
| Spieler                | Challenge League | Challenge League | Challenge League | Challenge League | Schweizer Cup | Schweizer Cup | Schweizer Cup | Schweizer Cup | Total    | Total | Total       | Total      |
| Spieler                | Einsätze         | Tore             | Gelbe Karte      | Rote Karte       | Einsätze      | Tore          | Gelbe Karte   | Rote Karte    | Einsätze | Tore  | Gelbe Karte | Rote Karte |
| ---------------------- | ---------------- | ---------------- | ---------------- | ---------------- | ------------- | ------------- | ------------- | ------------- | -------- | ----- | ----------- | ---------- |
| Roberto Alves          | 27               | 5                | 4                | 0                | 3             | 1             | 0             | 0             | 30       | 6     | 4           | 0          |
| Remo Arnold            | 28               | 3                | 3                | 0                | 2             | 0             | 1             | 0             | 30       | 3     | 4           | 0          |
| Florian Baak           | 26               | 1                | 4                | 1                | 1             | 0             | 0             | 0             | 27       | 1     | 4           | 1          |
| Samuel Ballet          | 13               | 3                | 0                | 0                | 2             | 0             | 0             | 0             | 15       | 3     | 0           | 0          |
| Mike Bodenmann         | 0                | 0                | 0                | 0                | 0             | 0             | 0             | 0             | 0        | 0     | 0           | 0          |
| Roman Buess            | 33               | 11               | 4                | 0                | 3             | 2             | 0             | 0             | 36       | 13    | 4           | 0          |
| Davide Callà           | 21               | 6                | 1                | 0                | 2             | 0             | 0             | 0             | 23       | 6     | 1           | 0          |
| Kevin Costinha         | 0                | 0                | 0                | 0                | 0             | 0             | 0             | 0             | 0        | 0     | 0           | 0          |
| Arlind Dakaj           | 0                | 0                | 0                | 0                | 0             | 0             | 0             | 0             | 0        | 0     | 0           | 0          |
| Sandro di Nucci        | 10               | 0                | 0                | 0                | 0             | 0             | 0             | 0             | 10       | 0     | 0           | 0          |
| Ousmane Doumbia        | 3                | 3                | 1                | 0                | 1             | 0             | 0             | 0             | 4        | 3     | 1           | 0          |
| Innocent Emeghara      | 15               | 1                | 1                | 0                | 0             | 0             | 0             | 0             | 15       | 1     | 1           | 0          |
| Adrian Gantenbein      | 31               | 1                | 2                | 1                | 3             | 0             | 1             | 0             | 34       | 1     | 3           | 1          |
| Michael Gonçalves      | 5                | 0                | 1                | 0                | 0             | 0             | 0             | 0             | 5        | 0     | 1           | 0          |
| Valon Hamdiu           | 3                | 0                | 0                | 0                | 1             | 0             | 0             | 0             | 4        | 0     | 0           | 0          |
| Pascal Hammer          | 2                | 0                | 0                | 0                | 0             | 0             | 0             | 0             | 2        | 0     | 0           | 0          |
| Gabriel Isik           | 27               | 1                | 8                | 1                | 2             | 0             | 0             | 0             | 29       | 1     | 8           | 1          |
| Lindrit Kamberi        | 26               | 1                | 2                | 0                | 2             | 0             | 0             | 0             | 28       | 1     | 2           | 0          |
| Silvan Kriz            | 18               | 0                | 1                | 0                | 2             | 0             | 0             | 0             | 20       | 0     | 1           | 0          |
| Granit Lekaj           | 34               | 0                | 6                | 1                | 3             | 1             | 2             | 0             | 37       | 1     | 8           | 1          |
| Sayfallah Ltaief       | 20               | 1                | 2                | 0                | 2             | 0             | 0             | 0             | 22       | 1     | 2           | 0          |
| Anas Mahamid           | 20               | 1                | 3                | 0                | 2             | 1             | 0             | 0             | 22       | 2     | 3           | 0          |
| Dario Marzino          | 33               | 0                | 0                | 0                | 3             | 0             | 0             | 0             | 36       | 0     | 0           | 0          |
| Alexander Muci         | 0                | 0                | 0                | 0                | 0             | 0             | 0             | 0             | 0        | 0     | 0           | 0          |
| Etnik Nezaj            | 1                | 0                | 0                | 0                | 0             | 0             | 0             | 0             | 1        | 0     | 0           | 0          |
| Anes Omerovic          | 19               | 0                | 4                | 0                | 2             | 0             | 2             | 0             | 21       | 0     | 6           | 0          |
| Yannik Pauli           | 0                | 0                | 0                | 0                | 1             | 0             | 0             | 0             | 1        | 0     | 0           | 0          |
| Gezim Pepsi            | 33               | 4                | 5                | 0                | 3             | 1             | 0             | 0             | 36       | 5     | 5           | 0          |
| Adrian Rama-Bitterfeld | 12               | 0                | 1                | 0                | 0             | 0             | 0             | 0             | 12       | 0     | 1           | 0          |
| Samir Ramizi           | 34               | 3                | 5                | 0                | 3             | 2             | 0             | 0             | 37       | 5     | 5           | 0          |
| Julian Roth            | 0                | 0                | 0                | 0                | 0             | 0             | 0             | 0             | 0        | 0     | 0           | 0          |
| Haris Samardzic        | 0                | 0                | 0                | 0                | 0             | 0             | 0             | 0             | 0        | 0     | 0           | 0          |
| Raphael Spiegel        | 2                | 0                | 0                | 0                | 0             | 0             | 0             | 0             | 2        | 0     | 0           | 0          |
| Pascal Schüpbach       | 9                | 1                | 1                | 0                | 1             | 0             | 1             | 0             | 10       | 1     | 2           | 0          |
| Gianluca Tolino        | 1                | 0                | 0                | 0                | 0             | 0             | 0             | 0             | 1        | 0     | 0           | 0          |
| Dimitri Volkart        | 6                | 1                | 0                | 0                | 1             | 0             | 0             | 0             | 7        | 1     | 0           | 0          |
| Andreas Wittwer        | 30               | 3                | 1                | 0                | 2             | 0             | 0             | 0             | 32       | 3     | 1           | 0          |

Stand: Saisonende